# 員林公園

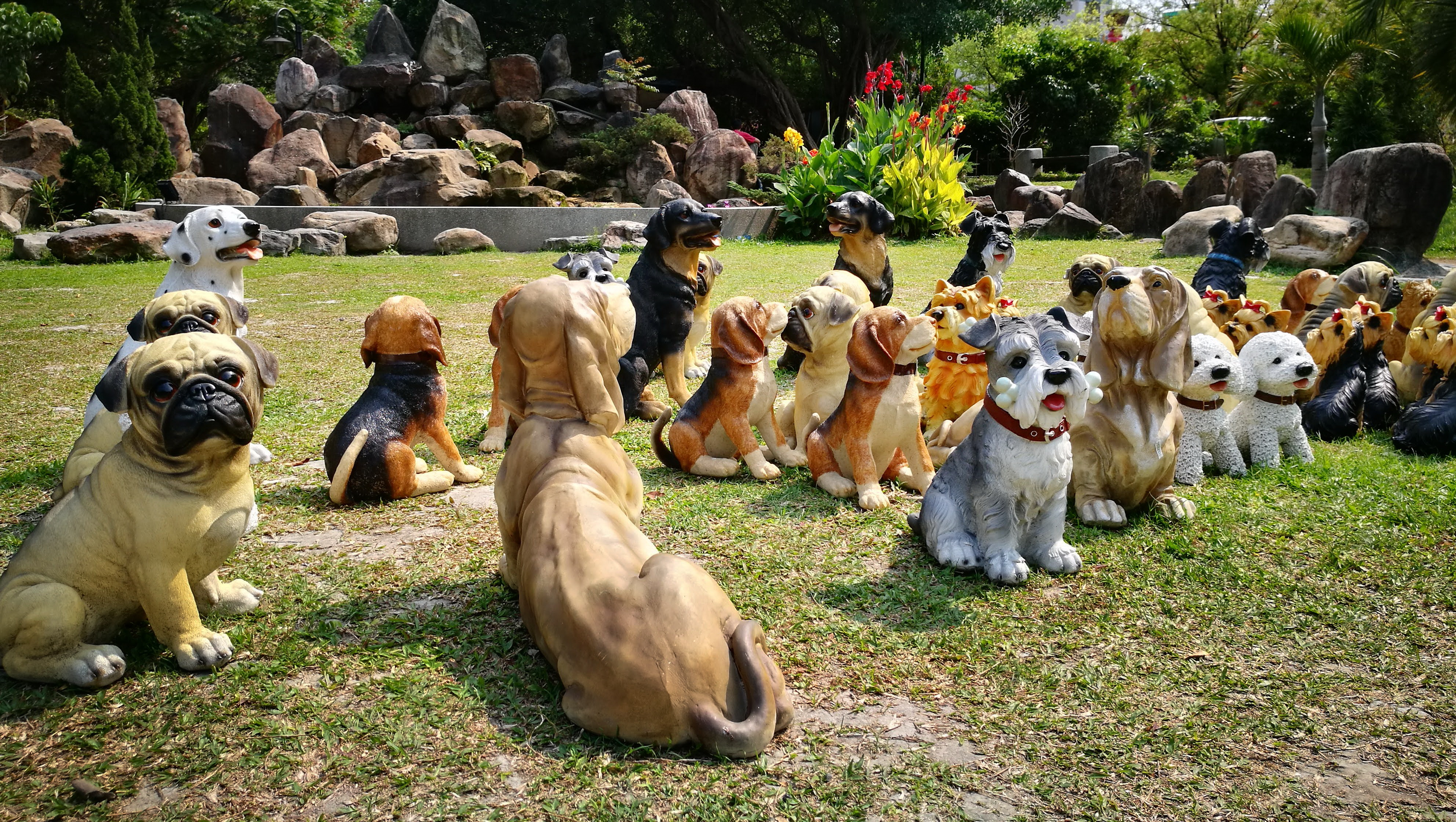
2018年員林公所因應狗年特地買了46隻一比一等比例的狗狗裝飾住進公園

員林公園位於台灣彰化縣員林市，是市內較具規模的公園，園內有知名的縣定古蹟興賢書院及前台中縣長于國楨紀念碑。員林公園在員林市公所對面，緊鄰員林市老人會館及救國團員林青年育樂中心。
1924年，在日本殖民政府的壓力下，興賢書院第二任管理人張清華等四人簽訂切結書，書院週邊土地提供給員林街役場（今員林市公所）作為公園用地永久無償使用。公園中挖掘水池以便火災救火之用。

## 意外事件

### 員林公園隨機砍人事件[1]
2023年12月14日中午35歲男闖員林公園隨機砍人 2女遊客驚逃求救、警到場制伏。

## 參照
- 員林市公園列表
- 員林市旅遊景點列表
- 興賢書院

## 外部連結
- 員林市公所員林公園介紹（页面存档备份，存于）
- 搶救員林公園
- 彰化新聞天地[永久]-個人部落格蒐集的員林公園新聞